# Spliced
Spliced è una serie televisiva animata canadese del 2009 prodotta da Nelvana. In Italia è inedita.

## Trama
Basata sul libro L'isola del dottor Moreau, la serie segue le avventure di Peri e Entree, due animali mutanti che vivono nell'isola "Keep Away" assieme ad altri animali deformati che conducono una vita propria. Lo scienziato che li ha creati è stato arrestato e portato via con una barca.

## Episodi
| Stagione       | Episodi | Prima TV USA | Prima TV Italia |
| -------------- | ------- | ------------ | --------------- |
| Prima stagione | 26      | 2009-2010    | Inedito         |

## Personaggi
- Peri (Abbreviazione di "Failed ExPERIment n. 13"), doppiato da Rob Stefaniuk. Peri è un mutante buono e amico di Entrée. A differenza degli altri, che sono stati "uniti" (In inglese Spliced, come il titolo della serie) con uno scopo, Peri è l'unico a non conoscerlo, e proprio per questo è in un viaggio di auto-scoperta. Vive in un aeroplano che si è schiantato sull'isola. Peri ha un corpo da volpe e dei tentacoli di un polpo. Nell'episodio Nobody's Cult But Mine si scopre essere in parte farfalla.

- Entrée (In italiano "Antipasto"), doppiato da Joe Pingue. È il miglior amico di Peri. Secondo lo scienziato che lo ha creato, Entrée è stato creato come "il miglior animale da cibo", con mammelle di mucca, un corpo da maiale, ali e cresta di pollo e una coda di gambero. La sua casa è un forno per pizza gigante e il suo letto è una griglia per barbecue. Entrée è egoista e vuole a tutti i costi della autogratificazione, cosa che causerà un sacco di danni. È goloso e si mangia ogni cosa che gli capita a tiro, perfino roba normalmente non commestibile.

- Two Legs Joe, doppiato da Pat McKenna. Two Legs Joe è, come dal nome, un rinoceronte con due gambe. È il sindaco della città e ha l'abilità di calpestare molto forte. Dietro di sé, ha un uccello quasi silenzioso di nome Wingus (doppiato da Tom McCamus, la prima e migliore invenzione, secondo Wingus. In realtà, Joe è un mutante che è cresciuto sulle gambe di Wingus, e non il contrario.

- Patricia, doppiata da Katie Crown. Patricia è un ornitorinco a cui è capitato di vivere a Keep Away Island quando il dottore ha aperto un negozio. È l'unico animale a non essere mutato, cosa che la rende triste. È anche una scrittrice che ha pubblicato libri di poesia e il romanzo "Marzipan Meadows and the Kingdom of Adventure". È una praticante esperta del "Plat Kwon Do".

- Princess Pony Apehands, doppiata da Kedar Brown. È un mutante con testa e coda di un pony e il corpo da gorilla. È un mutante molto aggressivo e irascibile, e siccome ha le capacità cerebrali come quelle di una bambina, non riesce a capire di essere forzuta e far male agli altri anche quando cerca solo di abbracciarli. Vive in una casa sull'albero situata al centro della foresta ed è tutta dipinta di rosa.

- Mister Smarty Smarts, doppiato da Mike Kiss. È un misto tra un delfino, uno scimpanzé e un Jack Russell Terrier. È anche l'antagonista della serie che vuole impossessarsi dell'isola. Vanta di avere grossa intelligenza, anche se nell'episodio Stuck Together si scopre che non sa leggere.

- Octocat. Octocat è un misto tra gatto e polpo ed è l'aiutante di Mister Smarty Smarts. È l'unico mutante a non essere in grado di parlare e si esprime in miagolii. Come Fuzzy, è stata creata per essere un super soldato, difatti può assumere una forma di combattimento muscolosa.

- Fuzzy Snuggums, doppiato da Julie Lemieux. Fuzzy è un piccolo mutante dalla specie sconosciuta che desidera essere un esploratore, ma fallisce sempre nell'intento. Inizia le sue frasi con "Expedition note..." (Nota di spedizione), anche se nell'episodio Sgt. Snuggums, la sua frase era "Execution note" (Nota di esecuzione). È stato originariamente scelto dal dottore per combattere contro dei robot di un altro scienziato, ma controllarlo non era possibile, così è stato scelto di farlo diventare esploratore. Fuzzy è indistruttibile e sotto la sua personalità dolce e carina si nasconde un gigante muscoloso.

- Compuhorse, doppiato da Pat McKenna. Compuhorse è un cavallo con un computer attaccato. Non può muovere la bocca mentre comunica e parla con una voce sintetica (Come Stephen Hawking).